# Hans-Joachim Funfack
Hans-Joachim Funfack (* 23. Juli 1921 in Dresden; † 12. Mai 2006 in Trochtelfingen) war ein deutscher Urologe und Chirurg.

## Leben
Als Sohn des Urologen Max Funfack wuchs er in Dresden und Berlin auf, wo er 1939 das Abitur ablegte. Als begeisterter Reiter meldete er sich im November 1939 zur Ausbildung im Reiterregiment 10 in Torgau. Er war dann bei der Infanterie an der Küste des Ärmelkanals, im Mittelabschnitt der Ostfront und im Balkanfeldzug eingesetzt. Viermal verwundet, wurde er ab dem Wintersemester 1941/42 zum Medizinstudium an der Universität Leipzig kommandiert. Als Angehöriger einer Studentenkompanie trat er in die SC-Kameradschaft Markgraf von Meißen ein. 1942 stiftete er auf dem Corpshaus der Lusatia mit Gleichgesinnten das Corps Misnia IV. Er wurde dessen erster Senior bis zur Maßregelung durch den örtlichen Studentenführer des Nationalsozialistischen Deutschen Studentenbundes. Schon 1943 auch in das Corps Lusatia aufgenommen, beteiligte er sich 1944 am Versuch der Neugründung des KSCV auf der Rudelsburg.
In der Nachkriegszeit setzte er das Medizinstudium an der Friedrich-Alexander-Universität Erlangen fort. Als Consenior beteiligte er sich seit 1946 an Misnias Neuaufbau in Erlangen. Trotz schwerer Verwundungen stand er 1948 auf Mensur. Nach dem Staatsexamen in Erlangen (1947) war er 1948 Medizinalpraktikant am Städtischen Krankenhaus Barmen. Guestphalia Jena verlieh ihm 1948 das Band. 1949 wurde er an der Eberhard Karls Universität Tübingen zum Dr. med. promoviert. Danach war er bis 1953 Assistenzarzt in der Chirurgie vom Universitätsklinikum Tübingen. Von 1954 bis 1957 war er Erster Assistenzarzt am Evangelischen Krankenhaus in Oldenburg (Oldb), danach bis 1961 Abteilungsarzt in der Heilstätte Heuberg, Württemberg, 1962 ging er als Oberarzt an die Städtische Krankenanstalt von Speyer. Als Facharzt für Urologie und Chirurgie betrieb er von 1963 bis 1979 eine eigene Arztpraxis in Albstadt. Danach verwaltete und bewirtschaftete er bis 2006 das Familiengut Sacherhof in Trochtelfingen.
Aus seinen beiden Fachgebieten veröffentlichte Funfack 21 Publikationen. Unter dem Pseudonym „Sacher“ schrieb er Gedichte. Er leistete Wehrübungen in der Bundeswehr und war als Oberfeldarzt der Reserve zeitweise Kommandeur der Reservelazarettgruppe 1028.

## Publikationen
- Untersuchungen über den Einfluß des Rutins auf die Blutgerinnung im Hinblick auf die Therapie und Prophylaxe mit Dicumarin. Schweizerische Medizinische Wochenschrift  27 (1950), S. 701.
- Erfahrungen mit der allergischen Tierprobe bei extrapulmonaler Tuberkulose. Medizinische Klinik 48 (1953)
- Zum operativen Verschluss von Harnröhrernfisteln nach Heller. Zeitschrift für Urologie 46 (1953), S. 185.
- Die Entwicklung der Urologie unter Max Nitze. Zeitschrift für Urologie 46 (1953), S. 497.
- Erfahrungen in der Therapie der Urogenitaltuberkulose. Deutsche Medizinische Wochenschrift 10 (1961), S. 439.
- Der Arzt in seiner Verantwortung zwischen Patient und Staat (Vortrag). Heidelberg, 28. September 1979.
- Vasektomie – irreversibel oder nicht? Deutsches Ärzteblatt 1979.

## Ehrungen
- Eisernes Kreuz (1939) II. und I. Klasse
- Infanterie-Sturmabzeichen in Silber
- Nahkampfspange in Bronze
- Verwundetenabzeichen in Silber
- Ehrenzeichen für deutsche Volkspflege mit Schwertern
- Ehrenritter des Johanniterordens 1988
- Ehrenmitglied des Corps Lusatia Leipzig (2005)[7]

## Ehrenämter
- 1971–1979 Landesvorsitzender Baden-Württemberg des Berufsverbandes deutscher Urologen[1]
- Richter am Truppendienstgericht Süd